# دوست أباد (باغ صفا)
دوست أباد (بالفارسية: دوست‌آباد) هي قرية تقع في إيران في قسم باغ صفا الريفي. يقدر عدد سكانها بـ 311 نسمة .